# حزب الاتحاد الكبير
حزب الاتحاد الكبير (باللغة التركيّة: Büyük Birlik Partisi)، حزب سياسي قومي يميني محافظ تركي، حصل الحزب على 1.1 % من الأصوات في الانتخابات التركية العامة 2007، أفكار الحزب قريبة من أفكار منظمة الذئاب الرمادية ويعتبر أحد أجنحة الإسلامية التركية.

## وصلات خارجية
- موقع الحزب الرسمي